# 프랑켄위니 (1984년 영화)
프랑켄위니(Frankenweenie)는 1984년 개봉한 미국의 단편 영화이다.

## 출연

### 주연
- 셜리 듀발
- 다니엘 스턴

### 조연
- 바렛 올리버
- 조셉 마허
- 로즈 브레이버먼
- 폴 바르텔
- 소피아 코폴라
- 제이슨 허비
- 폴 C. 스콧
- 헬렌 볼

## 기타
- Ass-PD: 릭 하인리츠
- 세트: 로저 M. 슈크
- 배역: 조 스컬리
- 배역: 빌 쉐파드